# 艾氏擬圓殼蟹
艾氏擬圓殼蟹（学名：Paracyclois atlantis）为馒头蟹科拟圆壳蟹属的动物。